# Devan Nair
Chengara Veetil Devan Nair (abgekürzt C. V. Devan Nair ) (* 5. August 1923 in Malakka, Malaysia; † 6. Dezember 2005 in Hamilton, Kanada) war dritter Staatspräsident von Singapur (23. Oktober 1981 bis 28. März 1985). Nair war Mitbegründer der People's Action Party (PAP) in Singapur. Er war der Nachfolger von Benjamin Henry Sheares.

## Rücktritt
Am 28. März 1985 trat Nair zurück. Er selbst gab an, dass dieser Schritt unter politischem Druck erfolgt sei: Premierminister Lee Kuan Yew habe ihm aufgrund politischer Differenzen damit gedroht, im Parlament einen Antrag auf Amtsenthebung zu stellen. Dieser äußerte hingegen, dass Nair sein Amt niedergelegt habe, um seine gravierenden Alkoholismusprobleme behandeln zu lassen.

## Fall Lee vsGlobe and Mail
Nair äußerte sich in einem Interview in Globe and Mail, dass Lee Kuan Yews Methoden, seine politischen Gegner bis zu ihrem finanziellen Ruin zu verklagen oder sie in die Bedeutungslosigkeit zu verdrängen, eine Außerkraftsetzung der politischen Rechte darstelle. Nair sagte auch, dass Lee „immer mehr zu einem selbstgerechten Alleswisser“ werde, umgeben von ministeriellen Strohmännern. Aufgrund derartiger Äußerungen verklagte Lee ihn und Nair reichte Gegenklage ein. Lee beantragte dann, dass seine Gegenklage abgeschmettert werde, was er damit begründete, dass Nairs Gegenforderung keinerlei Grundlage habe. Ein Kammergericht lehnte Lees Antrag jedoch ab. Außerdem hielt das Gericht Lee entgegen, dass er den Prozess missbraucht habe. Nair habe auf rechtlicher Grundlage gehandelt.